# 三號阿珀鎮區 (北卡羅萊納州喬萬縣)
三號阿珀鎮區（英語：Township 3, Upper）是位於美國北卡羅萊納州喬萬縣的一個鎮區。

## 地方資料
三號阿珀鎮區的面積為96.34平方千米，當中陸地面積為87.94平方千米，而水域面積為8.40平方千米。根據2020年美國人口普查的數據，當地共有人口1306人，而人口密度為每平方千米13.56人。